# Skrývaný
Skrývaný je třetí a dosud poslední studiové album hudebního projektu Maya. Vydáno bylo ve společnosti Universal Music Group v roce 2007. Od předešlých dvou alb se výrazně liší odklonem od relaxačního zaměření a mystických nálad směrem ke střednímu popu.

## Obsazení
Autorem veškeré hudby je Darek Král, textů pak Adam Suchý, Nora Grundová je interpretkou alba.
Hosté
- Štěpán Škoch – hudební režie
- Ondřej Škoch – kytara
- David Landštoft – bicí nástroje

## Skladby
1. Může být

2. Nejsem jediná

3. Jeden pár očí

4. Maria

5. Kam se ztrácí?

6. Mandylion

7. Jednou nestačí

8. Skrývaný

9. Přístavy

10. Stopy v písku

11. „33“

12. Proletěl anděl

13. Pojď spát

14. Může být (Reverseverse)